# My Santa
My Santa (いつだってＭｙサンタ！?, Itsudatte My Santa) è un manga di Ken Akamatsu. Originalmente composto da un unico capitolo, fu serializzato nel 1997 sui numeri 4 e 5 di Weekly Shōnen Magazine. Un OAV, composto da due episodi, è stato tratto dal manga e pubblicato il 7 dicembre 2005. L'OAV è apparso anche negli Stati Uniti grazie a FUNimation Entertainment e in Italia grazie a Yamato Video: i due episodi sono stati trasmessi su Man-ga il 25 dicembre 2010 e pubblicati in un unico DVD a settembre 2011.

## Trama
La storia racconta di una ragazza, chiamata Mai che appare per salvare un ragazzo che odia con tutte le sue forze il Natale, essendo nato il 24 dicembre. La ragazza anche se viene ostacolata, ha il compito di riuscire a far capire l'importanza del Natale al ragazzo.

## Personaggi
Santa (参太?)
Doppiato da: Jun Kamei (ed. giapponese), Massimo Di Benedetto (ed. italiana)
Un ragazzo che odia il Natale perché è nato proprio il giorno prima e per questo viene chiamato Santa Claus. Cambierà opinione dopo l'incontro con Mai.
Mai (マイ?)
Doppiata da: Aya Hirano (ed. giapponese), Beatrice Caggiula (ed. italiana)
Uno studente dell'accademia di Santa Claus che ha problemi nell'usare la propria magia. È stata inviata con il preciso scopo di risollevare il morale di Santa e di farlo innamorare di lei.
Sharry (シャリー?, Sharī)
Doppiata da: Yū Kobayashi (ed. giapponese), Patrizia Scianca (ed. italiana)
La migliore amica di Mai ma anche sua rivale, molto abile nell'usare la magia. La sua specialità è far ingrandire gli oggetti intorno a lei. Compare solo nell'anime.
MaiMai (マイマイ?, Maimai)
Doppiata da: Yukari Tamura (ed. giapponese), Loredana Foresta (ed. italiana)
La piccola sorella di Mai. Compare solo nell'anime.
Noel (ノエル?, Noeru)
Doppiata da: Tomo Sakurai (ed. giapponese), ? (ed. italiana)
Professoressa dell'accademia di Santa Claus. Compare solo nell'anime.

## Episodi
| Nº | Titolo italiano Giapponese 「Kanji」 - Rōmaji                           | Prima edizione  | Prima edizione                     |
| Nº | Titolo italiano Giapponese 「Kanji」 - Rōmaji                           | Giapponese      | Italiano (trasmissione televisiva) |
| 1  | My Santa 「Merry Christmas」                                            | 7 dicembre 2005 | 25 dicembre 2010                   |
| 2  | My Santa - Ancora una volta Buon Natale! 「Merry Christmas Once Again」 | 7 dicembre 2005 | 25 dicembre 2010                   |